# Петер Енкельман
Петер Енкельман (фін. Peter Enckelman, нар. 10 березня 1977, Турку) — фінський футболіст, що грав на позиції воротаря.
Виступав, зокрема, за клуб «Астон Вілла», з яким вигравав Кубок Інтертото, а також національну збірну Фінляндії.

## Клубна кар'єра
У дорослому футболі дебютував 1995 року виступами за команду клубу «ТПС», в якій провів чотири сезони, взявши участь у 72 матчах чемпіонату. 
Своєю грою за цю команду привернув увагу представників тренерського штабу клубу «Астон Вілла», до складу якого приєднався 1999 року. Молодий фінський воротар розглядався як дублер Девіда Джеймса. За два роки, після переходу останнього з бермінгемської команди, Енкельман також не отримав шансу стати основним воротарем, оскільки на це місце був придбаний досвідчений данець Петер Шмейхель. Однак саме Енекльман захищав ворота команди в іграх Кубка Інтертото 2001, в якому англійський клуб вийшов переможцем. Загалом за п'ять сезонів, проведених в «Астон Віллі» він лише в сезоні 2002/03 був основним гравцем на останньому рубежі захисту бермінгемців.
2004 року перейшов до «Блекберн Роверз», в якому став дублером американця Бреда Фріделя і за чотири роки в усіх турнірах лише тричі виходив на поле. Тож 2008 року його було віддано в оренду до команди Чемпіоншипа «Кардіфф Сіті», з яким за рік уклав повноцінний контракт. У цій команді отримував значно більше ігрового часу, проте одноосібним основним голкіпером і тут не став.
Згодом з 2010 по 2013 рік виступав у Шотландії, де грав за «Сент-Джонстон» та «Гартс».
Завершив професійну ігрову кар'єру на батьківщині у клубі «Марієгамн», за команду якого виступав протягом другої половини 2013 року.

## Виступи за збірну
2000 року дебютував в офіційних матчах у складі національної збірної Фінляндії. Протягом наступних 9 років провів у формі головної команди країни 12 матчів, пропустивши 11 голів.

## Титули і досягнення
- Володар Кубка Інтертото (1):

«Астон Вілла»: 2001